# Escut de Palafrugell
L'escut oficial de Palafrugell té el següent blasonament:
Escut caironat: de gules, un castell obert d'argent, acostat de dues garbes lligades d'or. Per timbre, una corona de baró, i acoblat en pal darrere l'escut un bordó de prior d'or.

## Història
La primera referència escrita a l'escut heràldic de Palafrugell es troba en el contracte entre la Universitat de Palafrugell i el pintor Lluís Borrassà per pintar un retaule a l'església parroquial de Sant Martí de Palafrugell, signat a Barcelona l'11 de desembre de 1413; l'escut és per tant un dels més antics de Catalunya. Les càrregues heràldiques descrites eren un palau i dues garbes, i els esmalts eren palau de plata, garbes d'or i camper vermell. El castell és propi d'una població amb fortificacions, i les garbes fan referència als recursos agrícoles. Les representacions de l'escut més antigues que s'han localitzat són en les cobertes de dos llibres de clavaria (de 1533 i 1564) del fons de l'Ajuntament de Palafrugell de l'Arxiu Municipal de Palafrugell. Durant els segles xix i xx consta la utilització de l'escut amb esmalts diferents.
La proposta de timbre realitzada per l'assessor d'heràldica Armand de Fluvià, la qual ha comptat amb el suport de l'Institut d'Estudis Catalans, es deu a la jurisdicció que històricament ha tingut la vila: Palafrugell ha format part d'una baronia eclesiàstica, depenent del Priorat de Santa Anna de Barcelona.
Va ser aprovat el 28 d'abril del 2004 pel Ple de l'Ajuntament de Palafrugell, oficialitzat per la Generalitat el 6 de juliol d'aquell any i publicat al DOGC el 26 del mateix mes amb el número 4182.